# Bengt Hjortbøl
Bengt Hjortbøl (* 1933 in Kopenhagen) ist ein ehemaliger dänischer Radrennfahrer und nationaler Meister im Radsport.

## Sportliche Laufbahn
Hjortbøl war Bahnradsportler. Er wurde 1954 auf der Radrennbahn von Kopenhagen nationaler Meister im Sprint. 1955 wurde er im Finale der Meisterschaft von Ejvind Holmstrup geschlagen. 1956 und 1957 konnte er dann wieder den Titel erringen. Hjortbøl startete häufig bei Wettbewerben in den beiden deutschen Staaten und nahm mit der dänischen Nationalmannschaft an mehreren Länderkämpfen gegen die Fahrer der Bundesrepublik und der DDR teil. Er vertrat Dänemark bei den UCI-Bahn-Weltmeisterschaften. 1957 siegte er im Memorial Ellegaard, einem internationalen Turnier für Bahnsprinter.